# Club Deportivo Laudio
Il Club Deportivo Laudio è una società calcistica con sede a Llodio, nei Paesi Baschi, in Spagna.
Gioca nella Regional Preferente de Álava, il quinto livello del campionato spagnolo, in seguito alla doppia retrocessione (una maturata sul campo, l'altra dovuta a irregolarità amministrative) patita al termine della stagione 2013/14.

## Tornei nazionali
- 1ª División: 0 stagioni
- 2ª División: 0 stagioni
- 2ª División B: 1 stagioni
- 3ª División: 21 stagioni

## Storia
Il club ha modificato il proprio nome più volte: ecco la cronologia
- Sociedad Deportiva Llodio - (1927-1940)
- Club Deportivo Villosa - (1940-1972)
- Sociedad Deportiva Llodio - (1972-2002)
- Club Deportivo Laudio - (2002-)

## Stagioni
| Stagione    | Categoria      | Posizione |
| ----------- | -------------- | --------- |
| dal 1927-28 | Cat. regionali | —         |
| al 1933-34  | Cat. regionali | —         |
| dal 1935-35 | Inattivo       | —         |
| al 1939-40  | Inattivo       | —         |
| dal 1940-41 | Cat. regionali | —         |
| al 1953-54  | Cat. regionali | —         |
| 1954/55     | 3ª             | -         |
| 1955/56     | 3ª             | -         |
| 1956/57     | 3ª             | -         |
| 1957/58     | 3ª             | -         |
| dal 1958-59 | Cat. regionali | —         |
| al 1963-64  | Cat. regionali | —         |
| 1964-65     | 3ª             | -         |
| 1965-66     | 3ª             | -         |
| 1966-67     | 3ª             | —         |

| Stagione    | Categoria      | Posizione |
| ----------- | -------------- | --------- |
| 1967-68     | 3ª             | —         |
| 1968-69     | 3ª             | —         |
| 1969-70     | 3ª             | —         |
| 1970/71     | Cat. regionali | —         |
| 1971-72     | 3ª             | —         |
| 1972-73     | 3ª             | —         |
| dal 1973-74 | Cat. regionali | —         |
| al 1995-96  | Cat. regionali | —         |
| 1996-97     | 3ª             | —         |
| dal 1997-98 | Cat. regionali | —         |
| al 2002-03  | Cat. regionali | —         |
| 2003/04     | 3ª             | 17°       |
| 2004/05     | 3ª             | 15°       |
| 2005/06     | 3ª             | 6°        |
| 2006/07     | 3ª             | 13°       |

| Stagione | Categoria           | Posizione |
| -------- | ------------------- | --------- |
| 2007/08  | 3ª                  | 15°       |
| 2008/09  | 3ª                  | 8°        |
| 2009/10  | 3ª                  | 11°       |
| 2010/11  | 3ª                  | 2°        |
| 2011/12  | 3ª                  | 1°        |
| 2012/13  | 3ª                  | 1°        |
| 2013/14  | 2ªB                 | 17°       |
| 2014/15  | Regional Preferente | -         |